# Tertre (Belgique)
Pour les articles homonymes, voir Tertre.
Tertre est une section de la ville belge de Saint-Ghislain, située en Région wallonne dans la province de Hainaut.
C'était une commune à part entière avant la fusion des communes de 1977. Avant cette fusion, la commune de Tertre comprenait aussi une partie d'Hautrage-État.

## Étymologie
Cet ancien hameau de Baudour doit son nom à un moulin à vent situé sur un tertre. Afin de nommer ce lieu, on disait Au Tiette, ce qui signifie « Au Tertre ».

## Géographie

### Situation
Village industrialisé, Tertre présente une altitude variant de 18 m au niveau du lac des Herbières à 63 m dans l’extrême nord de son territoire.
Il est traversé au nord par le canal Nimy-Blaton-Péronnes et longé au sud par une dérivation de la Haine.
Le village est également desservi par la route N50, qui longe le canal Nimy-Blaton-Péronnes au centre de son territoire.

## Évolution démographique
- Sources : INS, Rem. : 1831 jusqu'en 1970 = recensements, 1976 = nombre d'habitants au 31 décembre.

## Histoire
Le 29 août 1883 : le hameau devint une commune.
Le 23 août 1914 : troupes allemandes prennent Tertre pendant la Bataille de Mons. Le Canal de Mons à Condé était très disputé.
Aujourd'hui, l'un des châteaux Escoyez, du nom de l'industriel et ancien bourgmestre, abrite l'hôtel de ville de l'entité. La propriété Escoyez est l'œuvre de l'architecte Constant Sonneville de Tournai (1904) et est ornée de sgraffites Art nouveau par Gabriel van Dievoet.
En 1977, comme les autres communes du pays, Tertre fusionna avec les communes de Saint-Ghislain, Baudour, Hautrage, Neufmaison, Sirault et Villerot pour constituer la nouvelle entité de Saint-Ghislain de plus de vingt-deux mille habitants.

## Liste des bourgmestres de 1883 à 1977
Oscar Gilmant (1937) : bourgmestre et conseiller provincial.

## Économie
Une centrale solaire photovoltaïque est mise en service en décembre 2019.

### Exploitation du charbon
C'est surtout l'industrie réfractaire et le charbonnage qui sont à la base de son expansion démographique.
À Tertre on trouvait un charbonnage, une centrale thermique, et une Cokerie qui était la plus grande de Belgique.